# Кошкин, Пётр Степанович
Пётр Степанович Кошкин — советский хозяйственный, государственный и политический деятель, Герой Социалистического Труда.

## Биография
Родился в 1929 году в селе Грано-Маяки. Член КПСС.
С 1943 года — на хозяйственной, общественной и политической работе. В 1943—1981 гг. — рабочий, тракторист-машинист широкого профиля, комбайнер совхоза «Степной» Родинского района Алтайского края.
Указом Президиума Верховного Совета СССР от 13 декабря 1972 года за большие успехи, достигнутые в увеличении производства и продажи государству зерна, других продуктов земледелия, и проявленную трудовую доблесть на уборке урожая присвоено звание Героя Социалистического Труда с вручением ордена Ленина и золотой медали «Серп и Молот».
За получение высоких и устойчивых урожаев зерновых и крупяных культур на основе эффективного использования достижений науки, передовой практики и новых форм организации труда был в составе коллектива удостоен Государственной премии СССР 1980 года.
За наезд на пешеходов, повлёкший гибель двух человек и причинение третьему потерпевшему телесных повреждений осуждён по ст. 211 ч. 3 УК РСФСР и приговорён к 8 годам лишения свободы, а также Указом Президиума Верховного Совета СССР от 19 апреля 1982 года лишён звания Героя Социалистического Труда и всех наград.
Умер в посёлке Среднесибирский Тальменского района Алтайского края в 2009 году.